# Nedina (zoologia)
Nedina è un genere di coleotteri della famiglia dei coccinellidi.